# 57
Вижте пояснителната страница за други значения на 57.
57 (петдесет и седма) година е обикновена година, започваща в събота по юлианския календар.

## Събития

### В Римската империя
- Четвърта година от принципата на Нерон Клавдий Цезар Август Германик (54 – 68 г.)
- Консули на Римската империя са Нерон (II път) и Луций Калпурний Пизон. Суфектконсул през тази година става Луций Цезий Мартиалис (юли–декември).
- Построен е Нероновият амфитеатър.[1]
- Квинт Вераний наследява Авъл Дидий Гал като управител на провинция Британия.[2]